# SIM卡工具包
SIM卡工具包（英語：SIM Application Toolkit，通常简称STK）是GSM系统的一个标准，也译SIM卡应用工具包、SIM卡开发工具包，它允许SIM卡发起各类有关加值服務的操作。
SIM Application Toolkit由一组编程到SIM卡中的命令组成，这些命令定义了SIM卡应该如何直接与外界交互以及独立于手机和网络发起命令。这使SIM卡能在一个网络应用程序与最终用户之间建立一个交互式交换，并访问或控制对网络的访问。SIM卡也有一些命令来向手机发出命令，例如显示菜单、寻求用户输入。
全球众多移动运营商已使用STK技术部署了众多应用，这些应用通常是基于菜单式操作，提供诸如手机银行、内容浏览等功能。因其单应用程序环境的设计特点，STK可以在SIM卡的初始阶段启动，并尤为适用于用户界面简单的低级应用程序。
在GSM网络中，STK由2001年发布的GSM 11.14标准定义。而从第4版开始，GSM 11.14被3GPP 31.111取代，3GPP 31.111也包含用于4G网络的USIM卡工具包（马来西亚）规范。

## 优点
- 一些制造商称，STK通过身份验证（英语：Identity verification service）和加密实现了更高的安全性，这是安全电子商务的必备要素。[8]
- STK已被部署到绝大多数移动设备。[8]

## 限制
客户很难变更已交付SIM卡中存储的应用程序和菜单，这可能使其被视为监控软件。
为交付更新，运营商必须为用户回收并更换新SIM卡，这会带来很高的成本并且很不方便。不过应用程序更新也可通过专门的、可选的SIM卡特性以空中编程（OTA）方式交付。例如，运营商可以发送安全簡訊到包含工具箱（S@T）兼容的移动浏览器（WIB）的手机来交付更新的STK应用程序菜单。当SIM卡在兼容BIP标准的手机中使用时，更新交付可以很快完成（取决于手机支持的网络连接速度，即GPRS/3G速度）。STK应用程序的菜单也可以基于无线互联网网关（WIG）规范来更改。更新上的障碍阻挡了STK应用程序部署的数量和频次。
STK基本上不支持多媒体功能，只能提供最基本的图片。

## STK和3G中的CARE
USIM卡工具包（USAT）是3G网络中的STK。
(CAT)是现在更通用的描述通用集成电路卡（UICC）中更广泛STK功能的方法。